# Hrvatska samostalna stranka
Hrvatska samostalna stranka je nastala ujedinjenjem Hrvatske pučke napredne stranke s Hrvatskom strankom prava zbog suradnje u Hrvatsko-srpskoj koaliciji.
Bila je uz Srpsku samostalnu stranku glavna nositeljica Hrvatsko-srpske koalicije
Cilj stranke je bilo ujedinjenje Hrvatske sa Srbijom u Jugoslavensku državu. Nakon 1918. godine stranka prestaje s radom te se sa strankama Hrvatsko-srpske koalicije ujedinjuje u Jugoslavensku demokratsku stranku.